# Giuseppe Steiner (sciatore)
Giuseppe Steiner (Braies, 23 agosto 1929 – Braies, 1º aprile 2007) è stato un fondista italiano.

## Biografia
Nato nel 1929 a Braies, in Alto Adige, a 30 anni ha partecipato ai Giochi olimpici di Squaw Valley 1960, chiudendo 20º con il tempo di 54'42"3 nella 15 km, non terminando la 30 km e arrivando 5º in 2h22'32"5 nella staffetta insieme a Marcello De Dorigo, Giulio De Florian e Pompeo Fattor.
Quattro anni dopo ha preso di nuovo parte alle Olimpiadi, quelle di Innsbruck 1964, terminando 12º con il tempo di 52'28"0 nella 15 km, 16º in 1h33'59"8 nella 30 km e 5º in 2h21'16"8 nella staffetta insieme a Marcello De Dorigo, Giulio De Florian e Franco Nones.
Nel 1958 e 1962 ha partecipato ai Mondiali, arrivando 5º nella staffetta 4×10 km sia a Lahti 1958 sia a Zakopane 1962.
Ai campionati italiani ha vinto 18 medaglie: 2 ori (1960 e 1964), 4 argenti (1957, 1961, 9162 e 1965) e 1 bronzo (1963) nella 50 km, 1 oro (1958), 1 argento (1963) e 2 bronzi (1961 e 1962) nella 30 km e 4 ori (1957, 1958, 1961 e 1963) e 3 argenti (1960, 1962 e 1965) nella 15 km.